# Chrysotoxum ventricosum
Chrysotoxum ventricosum là một loài ruồi trong họ Ruồi giả ong (Syrphidae). Loài này được Loew mô tả khoa học đầu tiên năm 1864. Chrysotoxum ventricosum phân bố ở miền Tân bắc